# Deseo prohibido
Deseo prohibido es una telenovela mexicana realizada por Argos Comunicación para TV Azteca en el 2008. Con esta producción se concluye de nuevo la alianza comercial con ambas compañías, después de regresar en 2007 con Mientras haya vida.
Protagonizada por Ana Serradilla, Andrés Palacios y Aldemar Correa con las participaciones antagónicas de Erika de la Rosa, Manuel Balbi y el primer actor Fernando Luján.

## Sinopsis
Lucía Santos regresa a Puerto Edén para ayudar a su familia a retener las tierras que le pertenecen. Para su sorpresa, un ejidatario corrupto ha vendido el lugar a un poderoso grupo inmobiliario. El amor llegará a la vida de Lucía con Sebastián Valle Ocampo, sin imaginar que ese hombre representa justamente a la empresa que dejó en la calle a su familia. Al descubrir la verdad sobre Sebastián, Lucía renunciará a él y optará por buscar justicia en la Ciudad de México junto con su hermana, Rebeca Santos, quien vive en una pintoresca vecindad. Dos propósitos mueven a Lucía: trabajar para contribuir al sostenimiento de su padre y de su hermana, y enfrentarse contra los poderosos Valle Ocampo. Pero al regresar a la ciudad, también volverá a renacer su pasión con Sebastián.
Lucía y Sebastián tendrán que enfrentar no sólo una vieja guerra de odios entre sus familias, sino también a la exnovia de Sebastián, cuyo nombre es Mayté, así como al mejor amigo de éste, Juan Antonio. Mayte hará hasta lo imposible para recuperar a Sebastián, mientras que Juan Antonio se obsesionará con Lucía y tratará de hacerla suya.
Pero sobre todo, Lucía y Sebastián tendrán que enfrentarse al poderoso Don Julián, quien se interpondrá con todo su poder y sus artimañas a la relación de su nieto Sebastián con la hermosa Lucía. No contento con esto, Don Julián intentará hacer de Lucía una ficha más en sus designios.
La madre de Sebastián es Ana Luisa, una mujer bella y madura que tiene un romance extramarital con David, joven empleado de los Valle Ocampo. Su padre es Roberto, un exitoso abogado que está profundamente enamorado de Ana Luisa y que no sospecha la infidelidad de su esposa. Además, Sebastián también tendrá que rescatar a sus dos hermanas: Elena, una joven conservadora que sin saberlo se volverá la rival de su madre, y Jana, una chica sensible y clarividente, que sufrirá en carne propia los conflictos y mentiras que sostienen a su familia.

## Elenco
- Ana Serradilla - Lucía Santos
- Andrés Palacios - Nicolás
- Aldemar Correa - Sebastián Valle Ocampo
- Erika de la Rosa - Mayté Wilson
- Fernando Luján - Julián Ocampo
- Dolores Heredia - Ana Luisa Ocampo de Valle
- Manuel Balbi - Juan Antonio Zedeño
- Arturo Beristain - Roberto Valle
- Khotan Fernández - David Ortega
- María Fernanda Quiroz - Elena Valle Ocampo
- Tatiana del Real - Jana Valle Ocampo
- Eréndira Ibarra - Rebecca Santos
- Alan Alarcón - Ignacio
- Martha Navarro
- Beatriz Cecilia
- Gala Montes